# Расинья
Расинья (хорв. Rasinja) — община с центром в одноимённом посёлке на севере Хорватии, в  Копривницко-Крижевацкой жупании. Население — 877 человек в самом посёлке и 3271 человек во всей общине (2011). Большинство населения — хорваты (81,5 %), сербы составляют 16 % населения. В состав общины, кроме самой Расиньи, входит 20 деревень с населением от 18 до 566 человек. Большинство населения занято в сельском хозяйстве.
Посёлок расположен в 8 километрах к западу от Копривницы. К югу от посёлка начинаются лесистые холмы гряды Калник, к северу расположена Подравинская низменность с сельскохозяйственными угодьями. Рядом с Расиньей на склонах Калника исток ручья Глибоки, притока Дравы.
В двух километрах от посёлка проходит автодорога D2 Вараждин — Копривница — Осиек, в трёх километрах параллельная автодороге ж/д ветка Вараждин — Копривница, на которой есть станция Расинья. Большая часть малых деревень общины разбросана по склонам Калника, большие крестьянские деревни Кузминец (305 человек) и Суботица-Подравска (566 человек) находятся к северу от Расиньи, на Подравинской низменности. В Суботице-Подравске родился Йосип Фришчич, нынешний лидер Хорватской крестьянской партии.